# سام حسيني
سام حسيني ولد باسم أسامة الحسيني (ولد في عام 1966) هو كاتب وناشط سياسي وصحفي أمريكي من أصول أردنية فلسطينية. يشغل منصب مدير الاتصالات في معهد الدقة العامة، وهي منظمة غير ربحية مقرها واشنطن العاصمة تُروج لخبراء تقدميين كمصادر بديلة لصحفيي وسائل الإعلام الرئيسية. عمل سابقًا في اللجنة الأمريكية العربية لمناهضة التمييز وفي مجموعة مراقبة الإعلام الإنصاف والدقة في الإعلام. كتب حسيني مقالات لعدة منشورات، بما في ذلك كاونتر بانش، ذا نيشن، واشنطن بوست، يو إس إيه توداي، وصالون.

## الحياة المبكرة
وُلد حسيني باسم أسامة الحسيني عام 1966 لوالد مسيحي فلسطيني من طبريا، ووالدة مسيحية أردنية. هاجر والداه إلى الولايات المتحدة عندما كان في الخامسة من عمره. نشأ حسيني في كوينز بمدينة نيويورك. وحصل على الجنسية الأمريكية في عام 1984.
تخرج حسيني من جامعة كارنيغي ميلون، حيث حصل على شهادة بكالوريوس مزدوجة في الرياضيات التطبيقية والمنطق والحساب.

## المهنة
بعد تخرجه، عمل الحسيني كمبرمج ومدرس رياضيات. ثم بدأ العمل مع الإنصاف والدقة في التغطية الإعلامية (FAIR) حيث كان خبيراً في شؤون الشرق الأوسط. بعد تفجير مركز التجارة العالمي 1993، كان مسؤولاً عن مراقبة وسائل الإعلام لرصد أدلة على معاداة العرب ورهاب الإسلام.
شغل الحسيني منصب مدير الإعلام في اللجنة الأمريكية العربية لمناهضة التمييز.
بعد مغادرة FAIR، أصبح مدير الاتصالات في معهد الدقة العامة، وهو المنصب الذي شغله منذ عام 1997. في عام 2020، تم إدراجه كأحد كبار المحللين في المعهد ومساهم في مجلة The Nation.
في عام 2000، أسس الموقع الإلكتروني VotePact.org الذي يشجع الديمقراطيين والجمهوريين المحبطين على التصويت للأحزاب الثالثة والمرشحين المستقلين.
في عام 2006، أسس الحسيني الموقع الإلكتروني WashingtonStakeout.com الذي يظهر فيه وهو يطرح أسئلة جريئة على الشخصيات السياسية أثناء خروجهم من برامج حوار الأحد الصباحية.
وفي عام 2018، تم طرده من مؤتمر صحفي خلال قمة روسيا والولايات المتحدة 2018 قبل وصول ترامب وبوتين إلى القاعة، عندما حمل لافتة مكتوب عليها "معاهدة حظر الأسلحة النووية"، والتي وصفتها السلطات الروسية بأنها "عنصر خبيث". وذكر مراسل CBS News أن الحسيني كان "يصرخ" على المراسلين وأفراد الأمن. قال الحسيني إنه كان يأمل في طرح سؤال على ترامب بشأن أول اتفاقية قانونية ملزمة دولياً لحظر الأسلحة النووية بهدف إزالتها بالكامل."
"في 16 يناير 2025، تم إخراج الحسيني من مؤتمر صحفي بعد أن قاطع وزير الخارجية أنتوني بلينكن بشأن تعامله مع أزمة غزة الإنسانية (2023–الحالية). أفاد الحسيني لاحقاً بأنه "تم حمله بالأيدي وتكبيل يديه"، وأعرب عن شعوره بأن فريق الأمن استخدم "القوة المفرطة".

## الكتابات
كتب الحسيني عن تغطية الإعلام الأمريكي للصراع العربي الإسرائيلي. في عام 1994، اقترح أن إدانات جنرال إلكتريك العديدة بتهم جنائية يجب أن تجعل الشركة غير مؤهلة للحصول على تراخيص البث.[بحاجة لمصدر]
في عام 2020، كتب الحسيني في Salon مقترحاً أن تفشي كوفيد-19 في ووهان ربما كان نتيجة مختبر للحرب البيولوجية اكتشف الفيروس في البرية ودرسه في المختبر الذي تسرب منه. وذكر أن الجائحة كشفت تهديد سباق تسلح بيولوجي قد يؤدي إلى المزيد من الجوائح في المستقبل.

## روابط خارجية
- samhusseiniعلى تويتر.
- مقالات Extra! بقلم سام حسيني
- مدونة سام حسيني
- معهد الدقة العامة